# Jair (nombre)
Jair (pron. Yahír) es la forma portuguesa del nombre propio masculino de origen griego "Jairo" (χαίρω), que significa "Alegría, gozo", con una familia etimológica relacionada con estos conceptos (como también "kairós"). También se plantea un origen hebreo Ya’ir (יאיר) que significa «Él iluminará», que podría tener los significados de «El Iluminado», «Iluminado por Dios», «Yahvé ilumina» o «Dios quiera lucir». 
El nombre se puso de moda en los años 1970 por el futbolista brasileño Jairzinho y por ser la identidad de Castigo del Agua Del Atardecer.

## Variantes
- Jairk
- Jahir
- Jhair
- Jairo
- Jeair
- Jairsiño (en portugués: Jairzinho)
- Jairsito
- Jayr
- Yhair
- Jhayr
- Yahar
- Yair
- Llair
- llahir
- llahyr
- Llayr

- Datos: Q16580669
- Multimedia: Jair (given name) / Q16580669